# Nymphargus lasgralarias
Nymphargus lasgralarias es una especie de anfibio anuro de la familia Centrolenidae.

## Distribución geográfica
Esta especie es endémica de la provincia de Pichincha en Ecuador. Habita entre los 1850 y 2200 m sobre el nivel del mar en el lado pacífico de la Cordillera Occidental.

## Descripción
Los machos miden de 24 a 26 mm.

## Etimología
El nombre de la especie le fue dado en referencia al lugar de su descubrimiento, la reserva Las Gralarias.

## Publicación original
- Hutter & Guayasamin, 2012: A new cryptic species of glassfrog (Centrolenidae: Nymphargus) from Reserva Las Gralarias, Ecuador. Zootaxa, n.º 3257, p. 1-21.[3]